# 2024年台中捷運隨機傷人事件
2024年5月21日中午左右，一列由水安宮站開往市政府站的台中捷運列車上，20歲男子洪淨（屏東縣人）於上午11時15分持菜刀及水果刀隨機攻擊車上民眾。此事件造成3人受傷送醫（包括主嫌），另兩位送醫者分別是17歲呂姓少年及27歲許姓男子（因上前搶奪凶器導致臉部流血。被外界稱呼為「長髮哥」，事後被發現為健身教練）。
本事件適逢2014台北捷運隨機殺人案屆滿10年，同時為繼該案後，台灣十年內第三起隨機殺人案。

## 案件過程
2024年5月19日18時13分，洪嫌於高鐵臺南站搭乘臺灣高鐵，18時53分於高鐵臺中站下車，隨後入住台中市西屯區的汽車旅館。5月21日10時39分從旅館退房，並搭乘計程車前往水安宮站。洪嫌作案用的三把刀是一星期前在高雄市路竹區的一間五金行購買。

### 事發當天時間表
| 時間     | 事件                 |
| -------- | -------------------- |
| 11:03    | 兇嫌進入水安宮站     |
| 11:13    | 進入捷運車廂         |
| 11:14/15 | 行車控制中心接獲通報 |
| 11:15    | 事件發生             |
| 11:16    | 車輛到達市政府站     |
| 11:17    | 警察到達現場         |
| 11:20    | 市政府站暫停營運     |
| 15:10    | 檢警勘查完畢         |
| 15:30    | 市政府站恢復營運     |

## 司法調查
臺灣臺中地方法院2024年5月22日23時許，依殺人未遂裁定收押洪嫌，考量無串證之虞，未裁定禁見。
於6月26日，臺灣臺中地方檢察署偵結起訴，依殺人未遂、恐嚇公眾等罪嫌起訴，向臺中地方法院提起公訴，並移審，請求法院從重量刑。
檢察署指出，洪嫌自稱對家庭及求學不滿，刻意於台北捷運隨機殺人案10周年當天犯案。12月26日，地方法院合議庭審判長陳韋仁、法官吳逸儒、王宥棠依殺人未遂罪等判處洪嫌10年監禁。

## 後續應對
- 臺中市市長盧秀燕：將全力配合傷者後續之治療。並列出16位見義勇為的乘客，提供終身免費搭乘台中捷運。[6]
- 高雄捷運公司：加強巡邏[7]
- 臺北捷運公司：加強巡邏

## 反響

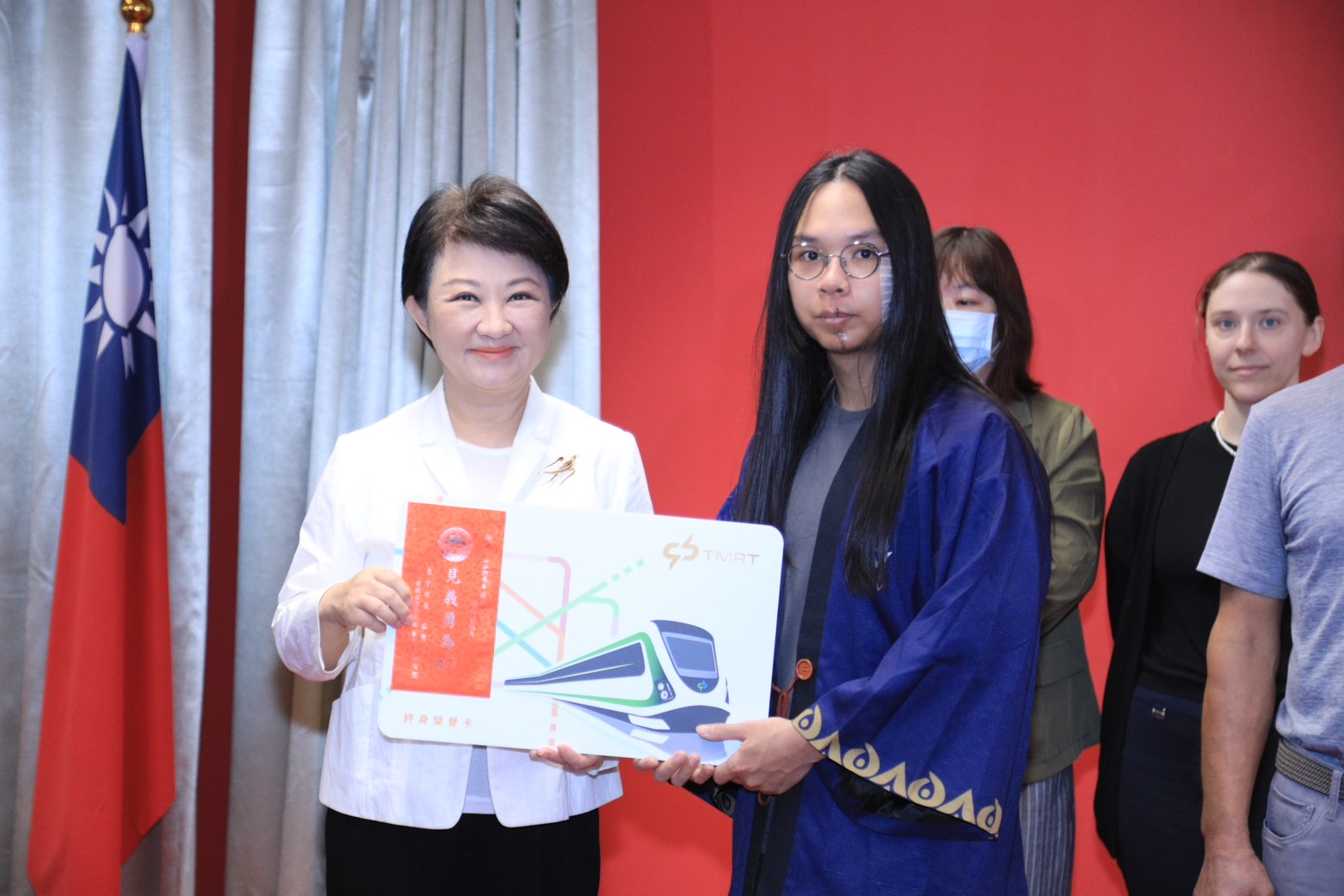
盧秀燕市長表揚「長髮哥」許瑞顯（右）。

長髮哥（本名：許瑞顯）接受臺中市政府公開表揚時引用了日本動漫《葬送的芙莉蓮》的經典台詞，表示「如果是勇者欣梅爾的話，他一定會這麼做的」。此舉在日韓甚至世界各地都引來巨大迴響，眾多動漫迷都認為他是真正的勇者。

## 參看
- 黃富康隨機殺人事件
- 曾文欽隨機殺人事件
- 秋葉原隨機殺人事件
- 2014年台北捷運隨機殺人事件
- 2015年臺北捷運襲擊事件
- 2015年臺北市文化國小隨機殺人事件
- 2016年內湖隨機殺人事件
- 2019年臺鐵嘉義車站刺警命案
- 鑽石山荷里活廣場謀殺案
- 2023年新北市國中殺人案
- 2024年悉尼邦代匯持刀傷人事件